# Sphenomorphus mimikanus
Sphenomorphus mimikanus — вид сцинкоподібних ящірок родини сцинкових (Scincidae). Ендемік Індонезії.

## Поширення і екологія
Sphenomorphus mimikanus мешкають в басейні річки Міміка на заході Новій Гвінеї.